# Atanase Petculescu
Atanase Petculescu (n. 1892 – d. 1973) a fost un general român de artilerie, care a îndeplinit funcții de comandă în cel de-al Doilea Război Mondial.
Generalul de brigadă Atanase Petculescu a fost trecut în cadrul disponibil la 9 august 1946, în baza legii nr. 433 din 1946, și apoi, din oficiu, în poziția de rezervă la 9 august 1947.

## Decorații
- Ordinul 23 August clasa a IV-a (10 august 1964) „pentru merite deosebite în opera de construire a socialismului, cu prilejul celei de a XX-a aniversări a eliberării patriei”[2]